# تلسکوپ بزرگ جزایر قناری

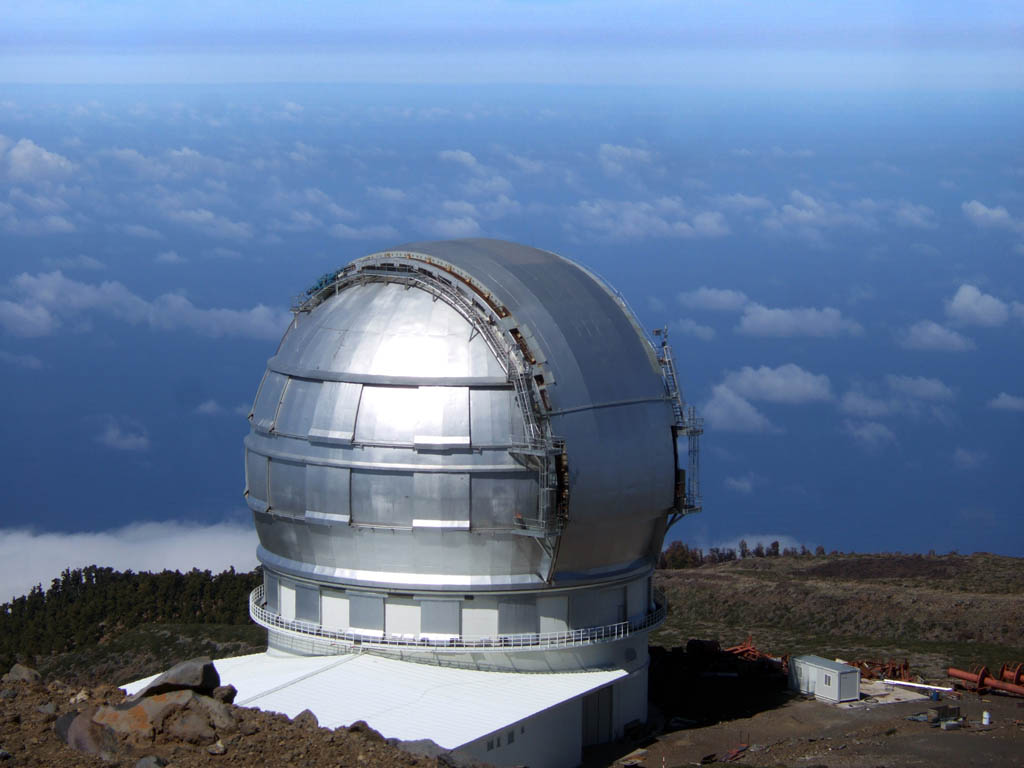
تلسکوپ بزرگ جزایر قناری

تلسکوپ بزرگ جزایر قناری (به اسپانیایی: Gran Telescopio Canarias) نام یکی از بزرگترین تلسکوپ‌های نوری جهان است که در رصدخانه صخره بچه‌ها در اسپانیا قرار گرفته است.
این تلسکوپ در سال ۲۰۰۶ آغاز به کار کرد، و آیینه مقعر مشبک آن قطر ۱۰ متر و چهل سانتیمتر را دارد.
تعداد زیادی دانشگاه در اسپانیا در استفاده از این تلسکوپ‌ها شریک هستند. دانشگاه فلوریدا و دانشگاه‌های مکزیک نیز در آن شریک هستند.